# Slim Cessna's Auto Club
Banda de country/alternativo dos Estados Unidos.